# Станіславас Алешевічюс
Станіславас Алешевічюс (лит. Stanislavas Aleševičius; нар. 1 вересня 1960, Юдшіляй, Вільнюський район, СРСР — пом. 16 вересня 2010 року) — литовський політик та юрист польського походження, Почесний консул України в місті Шальчинінкай.

## Біографія
Народився 1 вересня 1960 року в селі Юдшіляй біля Вільнюса. Закінчив Ташкентський державний університет у 1989 році, спеціальність — юрист.
У роках 1980—1990 був робітником відділу постачання Вільнюського дорожнього управління. З 1990 по 1995 рік обіймав посади у системі Спілки споживачів Литовської Республіки.
З 1996 року був генеральном директором компанії з міжнародних транспортних перевезень «ALSISTA».
У 2000—2003 та 2003—2007 роках був депутатом ради Шальчинінкського району, член партії «Новий союз».
У 2005 році став почесним консулом України в місті Шальчинінкай.
З лютого 2010 року — голова Представництва міжнародного Союзу Козацтва в Литовській Республіці. Почесний доктор міжнародної Академії Козацтва.
Помер 16 вересня 2010 року.